# Wilhelm Schur
Adolph Christian Wilhelm Schur (ur. 15 kwietnia 1846 w Altonie, zm. 1 lipca 1901 w Getyndze) – niemiecki astronom.

## Życiorys
Po raz pierwszy zetknął się z astronomią w obserwatorium w rodzinnej Altonie, od 1863 studiował na uniwersytecie w Kolonii, następnie na uniwersytecie w Getyndze pod kierunkiem Wilhelma Klinkerfuesa. Wspólnie kontynuowali badania prowadzone przez Carla Friedricha Gaussa nad zagadnieniami astrometrii. Od 1873 pracował w obserwatorium w Strasburgu, w 1885 został mianowany członkiem Leopoldiny. W 1886 na uniwersytecie w Getyndze otrzymał tytuł profesora i został dyrektorem tamtejszego obserwatorium. Od 1893 był członkiem rzeczywistym Akademii Nauk w Getyndze. 
Jego prace dotyczą skupisk gwiezdnych, gwiazd podwójnych oraz zjawiska paralaksy planety Jowisz, obliczając jej masę oraz rozmiar spłaszczenia.